# Павловський Олександр Ілліч
Павловський Олександр Ілліч (1947—2018) — радянський, український і російський кінорежисер, сценарист. Заслужений діяч мистецтв України (1994).

## Біографічні відомості
Народився 26 травня 1947 р. в Одесі  Закінчив режисерський факультет Всесоюзного державного інституту кінематографії (1971).
З 1972 р. — режисер Одеської студії художніх фільмів.
Зіграв ряд епізодичних ролей у кіно.
Член Національної спілки кінематографістів України.
Останні кілька років жив і працював (знімав телесеріали) в Москві.

## Фільмографія
Створив стрічки:
- «Щасливий Кукушкін» (1970, співавт. сцен.),
- «Шляхова хірургія» (1974),
- «Санітарна охорона моря в СРСР»,
- «Ар-хі-ме-ди!» (1975),
- «Подарунок долі» (1977, у співавт. з Л. Павловським),
- «Восени і взимку в Ялті» (1978),
- «Струни для гавайської гітари» (1977, новела «Струни для гавайської гітари»),
- «Депутатська година» (1980),
- «Трест, що луснув» (1982, т/ф, 3 а),
- «Зелений фургон» (1983, 2 с, за мотивами однойменної повісті О. Козачинського),
- «На вістрі меча» (1986),
- «Світла особистість» (1989, співавт. сцен. з І. Шевцовим),
- «І чорт з нами» (1991, співавт. сцен. з І. Шевцовим),
- «Дитина до листопада» (1992, співавт. сцен.),
- «Зефір в шоколаді» (1994, режисер, співавт. сцен.),
- «Атлантида» (2002) та ін.